# Lipomyces tetrasporus
Lipomyces tetrasporus är en svampart som beskrevs av Krassiln., Babeva & Meavahd ex Nieuwdorp, P. Bos & Slooff 1974. Lipomyces tetrasporus ingår i släktet Lipomyces och familjen Lipomycetaceae.   Inga underarter finns listade i Catalogue of Life.